# コンマビジョン
株式会社コンマビジョンは、日本のDVDビデオソフトメーカー。

## 概要
DVDソフトの制作・販売を主業務としている。また、『PLAYBOY HOME VIDEO』日本版の販売権を設立時から保有している。

## 沿革
- 2002年9月 - 設立。同時にModern Entertainment, Ltd.からPLAYBOY HOME VIDEOの日本における独占販売権を獲得。
- 2003年 - PLAYBOY HOME VIDEOのDVDの販売を開始。
- 2005年 - アメリカン・ハード・コアのレーベルであるNINN WORXと独占契約。
- 2006年 - 洋画エロス・レーベルであるBOOB CITY（エロパロ作品）、並びに邦画Vシネマレーベルである平成ロマン映画をそれぞれ開始。
- 2008年1月 - 一般作レーベル「トレジャーハリウッド」をスタート。第一弾にモーガン・フリーマン主演「レスティング・プレイス / 安息の地」、第二弾にデンゼル・ワシントン主演「ライセンス・トゥ・キル / 殺しのライセンス」を発売。
- 2015年 - 本社を新宿区西五軒町から新宿区新小川町へ移転。

## 一般作品

### 主なレーベル
- トレジャーハリウッド - 日本未公開のマニアックな洋画（アクション／サスペンス／ドラマ／ラブ・ロマンス等）をDVD化したレーベル。
- ダークラビット - 新旧問わず、脳裏に残る秀作洋画ホラー作品をDVD化したレーベル。

## R18作品

### 主なレーベル
- PLAYBOY HOME VIDEO - PLAYBOYに登場したプレイメイトが出演する作品のレーベル。
- BOOB CITY - 主にハリウッド映画のパロディ作品をDVD化した洋ピンレーベル。
発売第1作は『フェラキュラ』（『ドラキュラ』のパロディ）[1]。
日本人が分かるようなタイトルを付け加えており、例として、『スパイダーマン』のパロディは『オッパイダーマン』、『スーパーマン』のパロディは『スーパーマン棒』（『スーパーガール』のパロディは『スーパーヨガール』、『マン・オブ・スティール』のパロディは『マン・ズリ・シテェール』となる）、『バットマン』のパロディは『ドバットマン』、『ニキータ』のパロディは『ヌキータ』、『E.T.』のパロディは『NUE.T.』（ヌイテー）といった具合である[1][2][3]。
制作・発売に当たっては、最初にコンマビジョンの社員が買い付けを行い、その後社内会議で邦題を決定する場合が大半であるが、先に邦題を決定した後に買い付けを行うケースもある。タイトルの決定に関しては販売店の意見も取り入れており、『アーンイヤーンマン』（『アイアンマン』のパロディ）は、販売店の意向を踏まえて邦題が決定したタイトルである。『カタークナイト ライジング』（『ダークナイト ライジング』のパロディ）は、当初は『ダッテヤラナイト イジリング』のタイトルで発売される予定であったが、販売店サイドの不評などがあり、『カタークナイト ライジング』に変更された[1]。
- 平成ロマン映画 - 新日本映像や大蔵映画など、日本のピンク映画をDVD化したレーベル。
- NINN WORX - アメリカン・ハード・コアのレーベル。